# Veendam
Veendam é uma cidade dos Países Baixos (Província de Groningen), com 30 000 h. Fica situada junto do Stadskanaal, a sudeste da cidade de Groningen.
É importante centro comercial e industrial. Possui indústrias de mobiliário, fábricas (usinas) de papel e têxteis.